# Arte abstracto

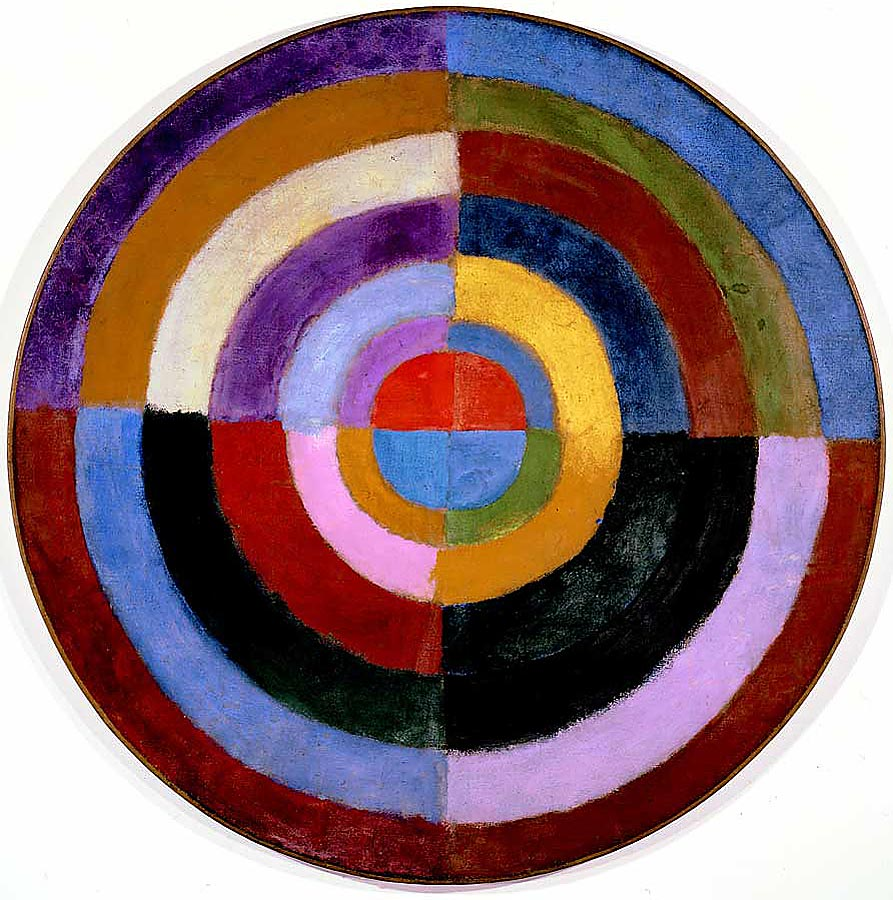
Robert Delaunay, 1912–13, Le Premier Disque, 134 cm (52.7 pulgadas), colección privada

El arte abstracto es una forma de expresión de sentimientos artísticos que prescinde de toda figuración, y propone una nueva realidad distinta a la natural. Usa un lenguaje visual de forma, color y líneas para crear una composición que puede existir con independencia de referencias visuales del mundo real. Abarca movimientos como el expresionismo abstracto, el suprematismo, el action painting, De Stijl o el constructivismo.

## Historia

### SigloXIX

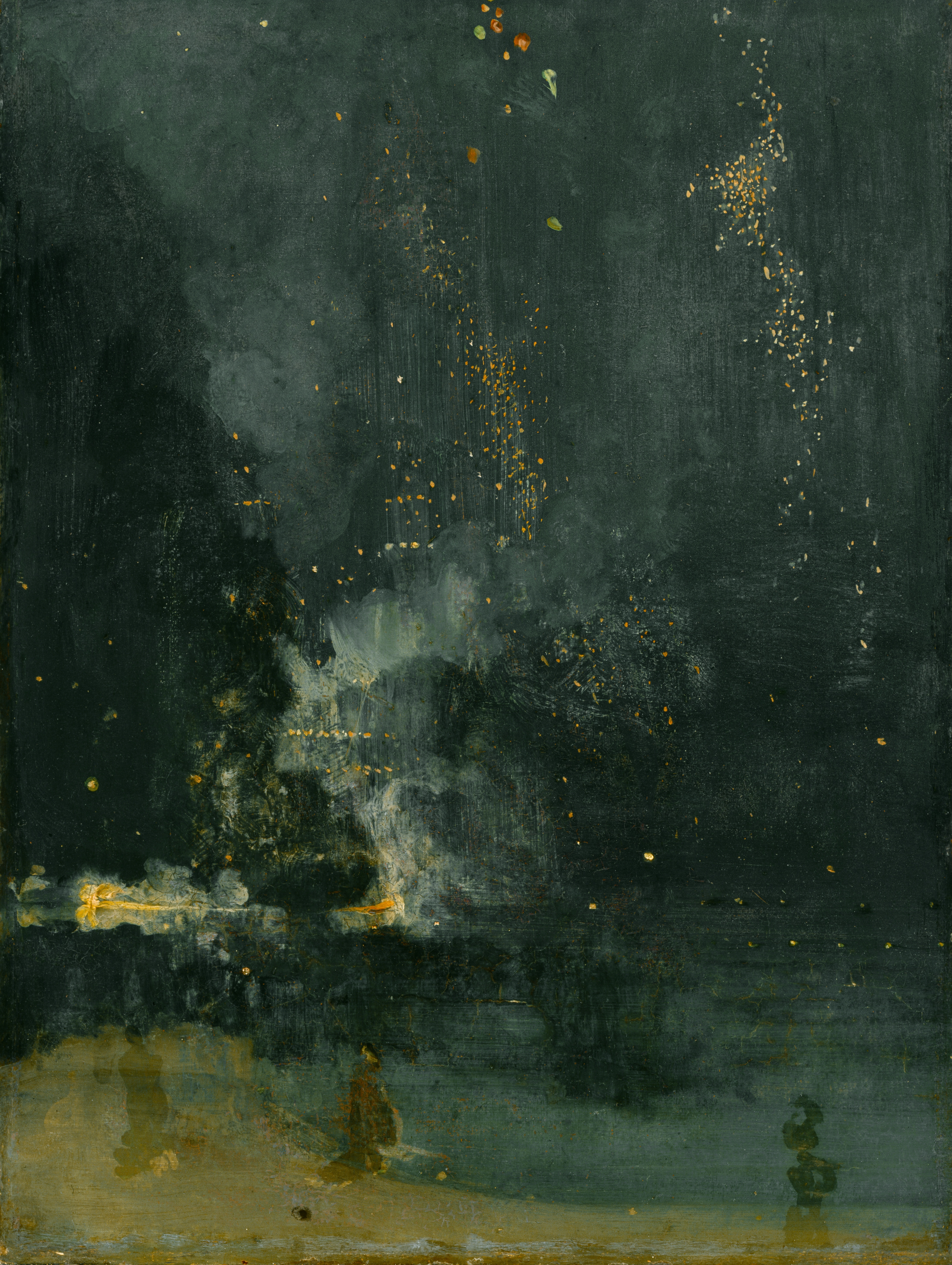
Nocturno en negro y oro: el cohete que cae (1874), Detroit Institute of Arts.

Las primeras innovaciones en el planteamiento artístico se atribuyen a artistas como James McNeill Whistler quien, en su pintura Nocturne in Black and Gold: The falling Rocket, («Nocturno en negro y oro: el cohete que cae», 1872), puso más énfasis en la maravilla visual que en la representación de los objetos. Asimismo, un interés objetivo en lo que se ve aparece en cuadros de John Constable, J. M. W. Turner, Camille Corot y la mayoría de los pintores de plen air de la escuela de Barbizon.
En Latinoamérica, la colombiana Carolina Cárdenas Núñez es la primera artista de este país en realizar trabajos abstractos.

### SigloXX

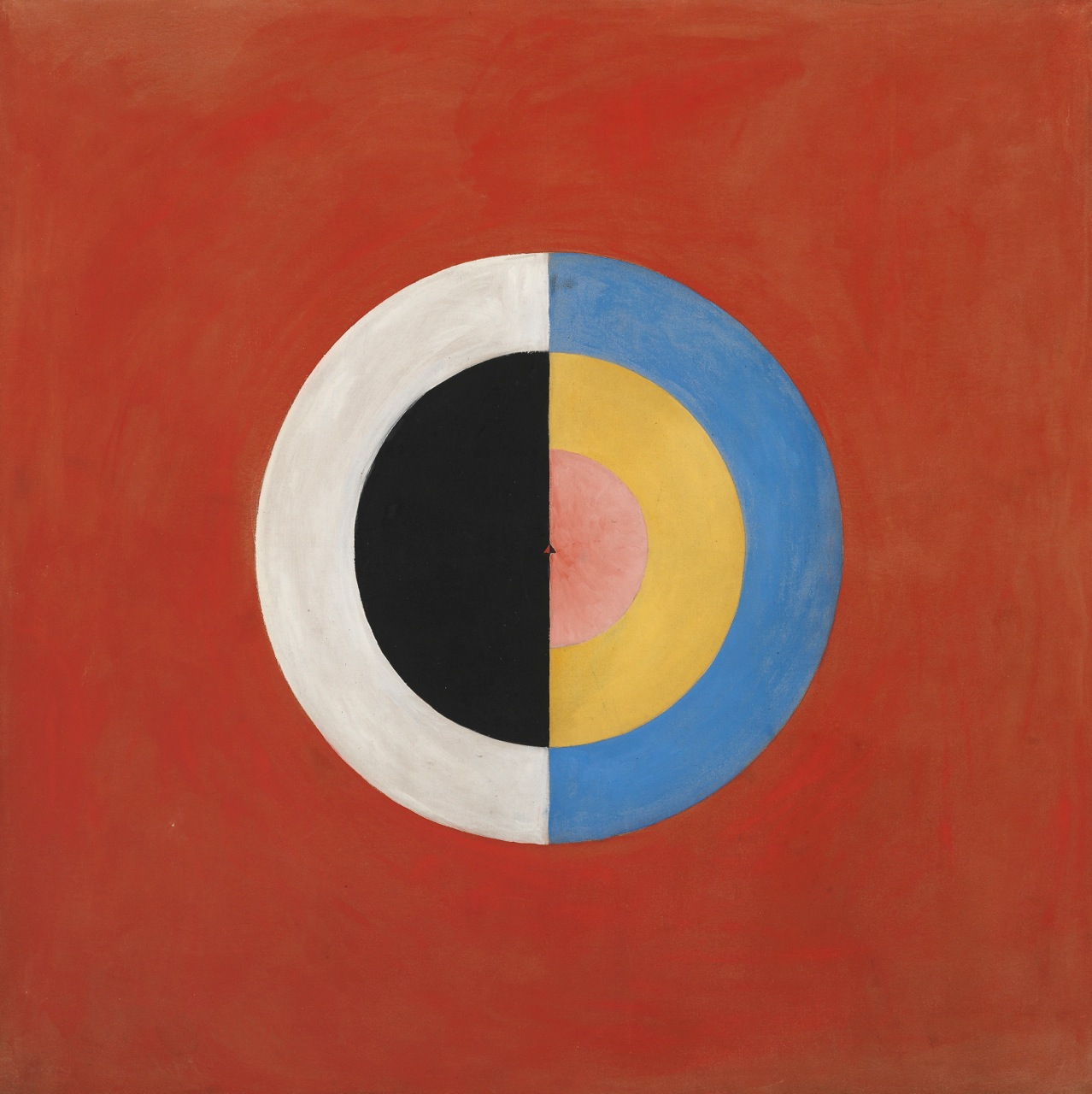
Hilma af Klint, El Cisne, 1915.

Paul Cézanne había comenzado como impresionista pero su reconstrucción lógica de la realidad desde diferentes puntos espaciales, usando el color para crear módulos y planos, se convirtió en la base de un nuevo arte visual que más tarde desarrolló el cubismo de Georges Braque y Pablo Picasso.
Los pintores expresionistas exploraron el uso grosero de la superficie pictórica, dibujando distorsiones, exageraciones y color intenso. Los expresionistas produjeron pinturas cargadas emocionalmente que eran reacciones y percepciones de la experiencia contemporánea;  y reacciones al impresionismo y otras direcciones más conservadoras de la pintura de finales del XIX. Aunque artistas como Edvard Munch y James Ensor se vieron influidos principalmente por la obra de los postimpresionistas fueron decisivos para el advenimiento de la abstracción en el siglo XX con obras como El grito y La entrada de Cristo a Bruselas.
El posimpresionismo tal como lo practicaron Paul Gauguin, Georges Seurat, Vincent van Gogh y Paul Cézanne tuvo un enorme impacto en el arte del siglo XX y llevó al advenimiento de la abstracción del siglo XX. La herencia de pintores como Van Gogh, Cézanne, Gauguin y Seurat fue esencial para el desarrollo del arte moderno. A comienzos del siglo XX, Henri Matisse y otros jóvenes artistas incluyendo a los precubistas Georges Braque, André Derain, Raoul Dufy y Maurice de Vlaminck revolucionaron el mundo artístico de París con pinturas de paisajes y figuras «salvajes», de mucho colorido y expresivos, que los críticos llamaron fovismo. El crudo lenguaje de color tal como lo desarrollaron los fauves directamente influyeron a otro pionero de la abstracción Vasili Kandinski.
Aunque el cubismo al final depende del tema representado fue junto con el fovismo el movimiento artístico que directamente abrió la puerta a la abstracción en el siglo XX. Pablo Picasso hizo sus primeras obras cubistas basándose en la idea de Cézanne de que toda representación de la naturaleza puede reducirse a tres sólidos: cubo, esfera y cono. Con la pintura Las señoritas de Aviñón, de 1907, Picasso creó dramáticamente un cuadro nuevo y radical representando un burdel primitivo y crudo con cinco prostitutas, mujeres violentamente pintadas, que recordaban máscaras tribales africanas y sus nuevas creaciones cubistas. El cubismo analítico fue desarrollado conjuntamente por Pablo Picasso y Georges Braque, desde alrededor de 1908 hasta 1912. El cubismo analítico, la primera manifestación clara del cubismo, fue seguido por el cubismo sintético, practicado por Braque, Picasso, Fernand Léger, Juan Gris, Albert Gleizes, Marcel Duchamp e innumerables artistas hacia los años veinte. El cubismo sintético se caracteriza por la introducción de diferentes texturas, superficies, elementos de collage, papier collé y gran variedad de objetos diversos unidos. Los artistas de collage como Kurt Schwitters y Man Ray y otros influidos por el cubismo fueron decisivos para el desarrollo del movimiento llamado dadaísmo.
Desde principios de siglo las conexiones culturales entre artistas de las principales ciudades europeas y norteamericanas se habían vuelto extremadamente activos conforme se esforzaron por crear una forma de arte que igualara las altas aspiraciones del modernismo. Las ideas fueron capaces de influirse mutuamente a través de libros de artistas, exposiciones y manifiestos de manera que muchas fuentes estaban abiertas a la experimentación y formaron la base de la diversidad de modos de abstracción. El siguiente extracto, de The World Backwards, proporciona alguna impresión de las interconexiones de la cultura de la época:
El conocimiento de David Burliuk de los movimientos de arte moderno debió ser extremadamente actualizados, pues la segunda exposición del movimiento Sota de Diamantes, celebrada en enero de 1912 (en Moscú) incluyó no sólo pinturas enviadas desde Múnich, sino algunos miembros del grupo alemán Die Brücke, mientras que de París vinieron obras de Robert Delaunay, Henri Matisse y Fernand Léger, así como de Picasso. Durante la primavera David Burliuk impartió dos conferencias sobre el cubismo y planeó una publicación polémica, que Sota de Diamantes iba a financiar. Fue al extranjero en mayo y regresó determinado a rivalizar con el almanaque Der Blaue Reiter que había emergido de los impresores mientras el estaba en Alemania.

### Música
Algunos acercamientos al arte abstracto tenían conexiones con la música. La música proporciona un ejemplo de una forma de arte que usa los elementos abstractos del sonido y las divisiones del tiempo. El mismo Vasili Kandinski, que también era músico, fue inspirado por la posibilidad de marcas y color asociativo resonando en el alma. La idea había sido propuesta por Charles Baudelaire, que todos nuestros sentidos responden a diversos estímulos pero los sentidos están conectados en un nivel estético más hondo.
Íntimamente relacionado con esto, está la idea de que el arte tiene La dimensión espiritual y puede transcender la vida de cada día, alcanzando un plano espiritual. La Sociedad Teosófica popularizó la antigua sabiduría de los libros sagrados de la India, China en los primeros años del siglo. Fue en este contexto que Piet Mondrian, Vasili Kandinski, Hilma af Klint y otros artistas trabajando hacia el «estado sin objeto» se vieron interesados en lo oculto como una manera de crear un objeto «interior». Las formas universales e intemporales que se encuentran en geometría: el círculo, el cuadrado y el triángulo se convirtieron en elementos espaciales en el arte abstracto; eran, como el color, sistemas fundamentales que estaban por debajo de la realidad visible.

## Abstracción lírica
Cronológicamente, el lituano Mikalojus Konstantinas Čiurlionis está considerado, por sus composiciones no figurativas fechadas en 1904, como el primer pintor abstracto. Pero la abstracción como un estilo moderno internacional, coherente, vio sus verdaderas bases establecidas por Vasili Kandinski. Su obra ilustra la llamada abstracción lírica.  Llegó, entre 1910 y 1912, a una abstracción impregnada de sentimiento, idealmente representativa de las aspiraciones de los artistas del grupo expresionista de Múnich Der Blaue Reiter, del que él mismo formaba parte. A partir de 1912, casi todos los artistas europeos hicieron experimentos en esta línea.
Para el año 1911 se habían creado muchas obras experimentales que buscaban el «arte puro». En Francia, Robert Delaunay elaboró, desde 1912, a partir de las teorías de Chevreul sobre el contraste simultáneo de los colores, sus Ventanas y sus primeras Formas circulares cósmicas abstractas, mientras que Frank Kupka exponía en el Salón de Otoño de 1912 Amorfa, fuga de dos colores y en 1913 Planos verticales azules y rojos. En 1913 el poeta Guillaume Apollinaire llamó orfismo a la obra de Robert y Sonia Delaunay. Lo definió como el arte de pintar nuevas estructuras a partir de elementos que no han sido tomados prestados de la esfera visual, sino que habían sido creados totalmente por el artista... es arte puro.

### Vanguardia rusa

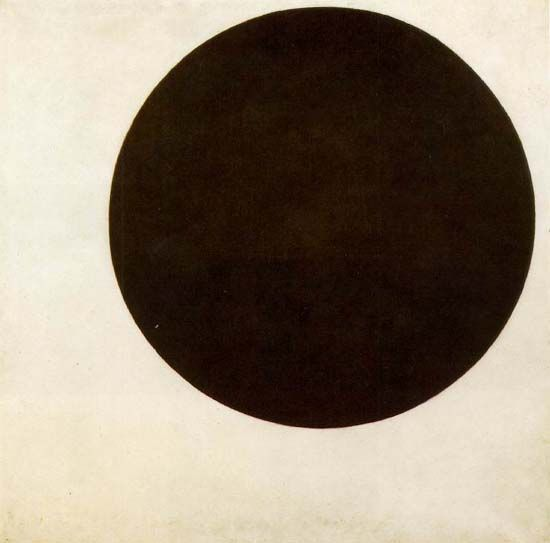
Círculo negro (motivo 1915, pintado 1924) de Kazimir Malévich.

En la misma época, en Rusia, Mijaíl Lariónov y Natalia Goncharova llevaron hasta la abstracción pura su método de transcripción del fenómeno luminoso, al que denominaron rayonismo (Luchizm). Sus dibujos usaban líneas como rayos de luz para hacer una construcción. Muchos de los artistas abstractos en Rusia se convirtieron en constructivistas creyendo que el arte no era ya nunca más algo remoto, sino la vida misma. El artista debía convertirse en un técnico, aprendiendo a usar las herramientas y materiales de producción moderna. ¡El arte a la vida! era el eslogan de Vladímir Tatlin, y de todos los futuros constructivistas. Varvara Stepánova y Aleksandra Ekster y otros abandonaron la pintura de caballete y pusieron sus energías en el diseño para teatros y la obra gráfica.
Kazimir Malévich completó su primera obra enteramente abstracta, la suprematista, Cuadrado negro en 1915. Otro miembro del grupo suprematista, Liubov Popova, creó las Construcciones Arquitectónicas y Construcciones de Fuerza Espacial entre 1916 y 1921. Malévich, Antoine Pevsner y Naum Gabo argumentaban que el arte era esencialmente una actividad espiritual; para crear el lugar del individuo en el mundo, no para organizar la vida en un sentido materialista y práctico. Muchos de aquellos que eran hostiles a la idea de producción materialista del arte abandonaron Rusia. Antoine Pevsner fue a Francia, Gabo marchó primero a Berlín, luego a Inglaterra y al final a los Estados Unidos. Vasili Kandinski estudió en Moscú luego se marchó a la Bauhaus. A mediados de los años veinte, el período revolucionario (de 1917 a 1921) cuando artistas habían sido libres de experimentar, estaba acabado; y para los años treinta solo estaba permitido el arte del realismo social.

## Otras abstracciones

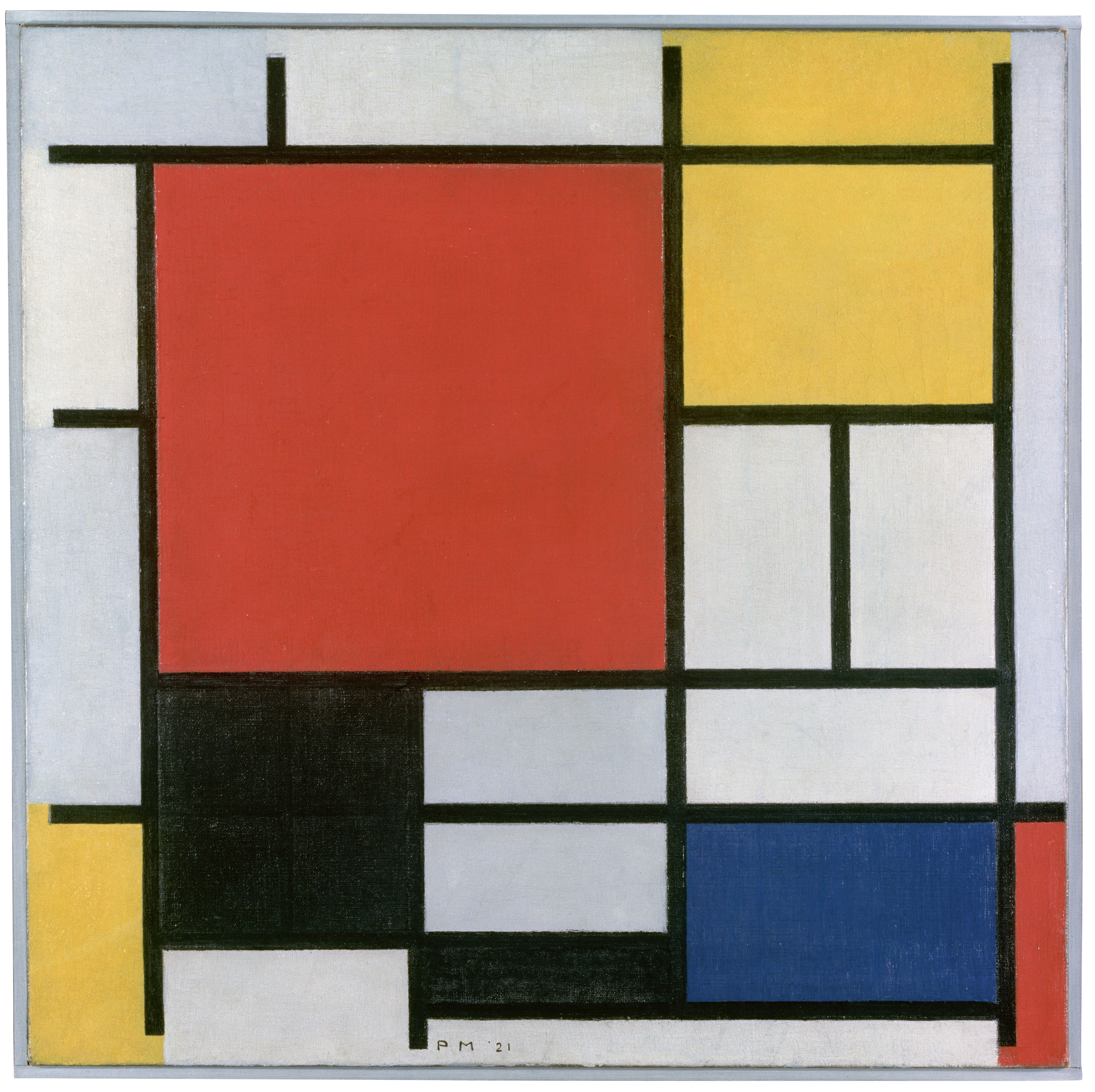
Composición en rojo, amarillo, azul y negro, 1926. Muestra del estilo azul. neoplasticista de la pintura abstracta de Piet Mondrian.

En 1906, la artista sueca Hilma af Klint (1862-1944), pionera del arte abstracto, creó la serie Pinturas para el templo en los que abordan la espiritualidad, la evolución del ser humano y las religiones del mundo. La obra de la artista no se hizo pública hasta 1986, veinte años después de su muerte, por expreso deseo de Klint quien consideraba que su obra no sería entendida por el público.
Piet Mondrian fue evolucionando su lenguaje abstracto, de líneas horizontales y verticales con rectángulos de color, entre 1915 y 1919, el neoplasticismo fue la estética que Mondrian, Theo van Doesburg y otros del grupo De Stijl pretendían reformar el medio del futuro. En Italia el futurismo, mezclado con la influencia Bauhaus, guio el camino hacia un arte abstracto con una paleta de color distintivamente cálida como en las obras de Manlio Rho y Mario Radice.
En el período de entreguerras (1918-1939), Theo van Doesburg, después de haber sido uno de los principales defensores del neoplasticismo, renovó de manera decisiva el arte abstracto al mantener que la creación artística solo debía estar sometida a reglas controlables y lógicas, excluyendo así cualquier subjetividad.
El manifiesto del arte concreto, que publicó en París en 1931, dio lugar a la tendencia del mismo nombre que tuvo un gran desarrollo en Suiza con Max Bill y de Richard Paul Lose, en Francia con François Morellet, y en todas las formas de arte sistemático nacidas después de la guerra. Estas tendencias entraron entonces en competencia con las diversas corrientes tachistas y gestuales (Jean Bazaine, Alfred Manessier, Pierre Soulages y Georges Mathieu, entre otros) que el crítico Michel Tapié reagrupó bajo la denominación de arte informal.
La tradición abstracta conoció un importante renacer en Estados Unidos a partir de finales de la década de 1940 con la Action Painting (Jackson Pollock, Willem de Kooning, Franz Kline) y con la Colour-Field Painting (Barnett Newman, Mark Rothko, Clyfford Still).
Estas tendencias fueron desbancadas a partir de 1960 por la aparición del arte minimalista, que marcó un nuevo periodo de interés por la geometría y la estructura, mientras que en Europa y Latinoamérica el Op Art y el arte cinético conocían sus horas de gloria (Yaacov Agam, Jesús Soto, Carlos Cruz-Diez, Victor Vasarely, Nicolas Schöffer y Bridget Riley, entre otros).
El final de la década de 1960 vivió el desarrollo de una abstracción centrada en el análisis de sus propios componentes, con los grupos BMPT y Support(s)-Surface(s) en Francia, o bien orientada hacia los problemas de definición de la naturaleza de la imagen con Sigmar Polke y Gerhard Richter en Alemania. Las tendencias a la vez neoexpresionistas y neogeométricas que se pusieron de manifiesto durante la década de 1980 mostraron un nuevo periodo de interés por la abstracción, que siguen adoptando hasta nuestros días numerosos artistas, como Ian Davenport, Juan Uslé, Pablo Rey o Jan Maarten Voskuil, inspirados por las más variadas motivaciones.